# الیکایی چمنی دم‌کوتاه
الیکایی چمنی دم‌کوتاه (نام علمی: Amytornis merrotsyi) نام یک گونه از سرده الیکایی چمنی است.